# جین کوچ
جین کوچ (زادهٔ ۱۴ اوت ۱۹۶۸) یک بوکسور حرفه‌ای بازنشسته بریتانیایی است که از سال ۱۹۹۴ تا ۲۰۰۷ رقابت می‌کرد. او در سال ۱۹۹۸ به‌عنوان اولین بوکسور زن دارای مجوز در بریتانیا شناخته شد. کوچ توانست در سال ۲۰۲۴ به تالار مشاهیر بوکس بین‌المللی راه یابد.

## پیش‌زمینه
کوچ در فلیتوود، لنکشایر متولد شد. او از مدرسه‌اش در بلکپول اخراج شد و پس از آن، زندگی‌ای پر از «مشروبات الکلی، مواد مخدر و دعواهای خیابانی» را تجربه کرد. در سن ۲۶ سالگی، پس از تماشای یک مستند تلویزیونی دربارهٔ بوکس زنان، تصمیم گرفت این ورزش را امتحان کند. در اولین مسابقه رسمی خود، که یک مسابقه «موی تای» بود، او یک افسر پلیس را شکست داد و دربارهٔ آن مسابقه بعدها گفت: «عالی بود که یک افسر پلیس را زمین انداختم و برایش پول گرفتم».

## دوران حرفه‌ای در بوکس

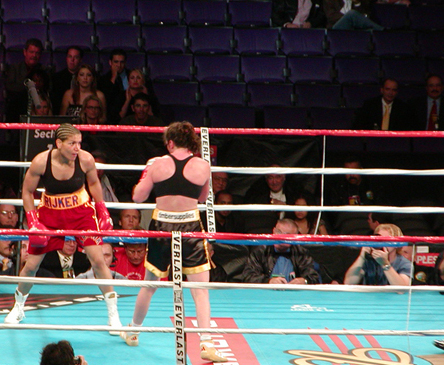
«لوشیا ریچر» و جین کوچ در حال مبارزه، ۲۰۰۳

هیئت کنترل بوکس بریتانیا در ابتدا به کوچ به دلیل زن بودن مجوز حرفه‌ای نداد و عنوان کرد که «سندرم پیش از قاعدگی» زنان را برای بوکس بی‌ثبات می‌کند. با ادعای تبعیض جنسیتی و با حمایت کمیسیون فرصت‌های برابر، کوچ توانست این تصمیم را در دادگاهی در مارس ۱۹۹۸ لغو کند. با این حال، انجمن پزشکی بریتانیا این تصمیم را «توسعه دیوانه‌وار فرصت‌های برابر» نامید.

کوچ بعدها برای کسب حق مبارزه با یک حریف مرد تلاش کرد، اما موفق نشد. او دربارهٔ این موضوع گفت: 
رفتن به رینگ مقابل یک مرد برای من مهم نبود. من هر روز هفته با مردان تمرین می‌کنم، بنابراین تجربه جدیدی برایم نخواهد بود. خیلی برایم مهم است که در ومبلی و در یک مسابقه رسمی حضور داشته باشم.
اولین موفقیت بزرگ کوچ در پنجمین مسابقه حرفه‌ای او در سال ۱۹۹۶ رقم خورد، زمانی که او با شکست دادن «ساندرا گیگر» از فرانسه در ده راند در کپنهاگ، دانمارک، عنوان قهرمانی سبک‌وزن فدراسیون بین‌المللی بوکس زنان (WIBF) را کسب کرد. کوچ در سال ۲۰۰۴ دربارهٔ این مسابقه گفت: «هیچ‌وقت در زندگی‌ام چنین ضربات سختی نخورده بودم»، و گیگر را «سخت‌ترین حریفی که با او مبارزه کردم» نامید.
اولین مسابقه رسمی بوکس حرفه‌ای بین زنان در بریتانیا در نوامبر ۱۹۹۸ در استریتهام لندن بین کُوچ و سیمونا لوکیچ برگزار شد. کُوچ برنده این مسابقه بود و بدین ترتیب اولین مسابقه رسمی بوکس زنان در بریتانیا را کُوچ برد.
کُوچ در ۱ دسامبر ۲۰۰۸ بازنشستگی خود را اعلام کرد و گفت که قصد دارد به عنوان یک برگزارکننده مسابقات بوکس به کار خود ادامه دهد. او در آن زمان گفت:
بوکس برای مدت طولانی زندگی من بوده و همیشه هم خواهد بود، اما دلم برای این که سرم در رینگ له شود تنگ نخواهد شد.

## دیگر دستاوردها
در سال ۲۰۰۱، کوچ زندگی‌نامه خود را با عنوان «جین کوچ – قاتل فلیتوود» منتشر کرد.
کوچ در سال ۲۰۰۷ نشان امپراتوری بریتانیا (MBE) را کسب کرد و این عنوان را در همایش افتخارات ملکه به صورت رسمی دریافت کرد.
در سال ۲۰۱۲، کوچ به خاطر نقشی که در افزایش آگاهی و پذیرش عمومی مبارزان زن ایفا کرد، جایزه «مشارکت برجسته بیداری را دریافت» کرد.
در سال ۲۰۱۶، کوچ به تالار مشاهیر بین‌المللی بوکس زنان در فورت لادردیل، فلوریدا وارد شد.